# Caligrafía georgiana

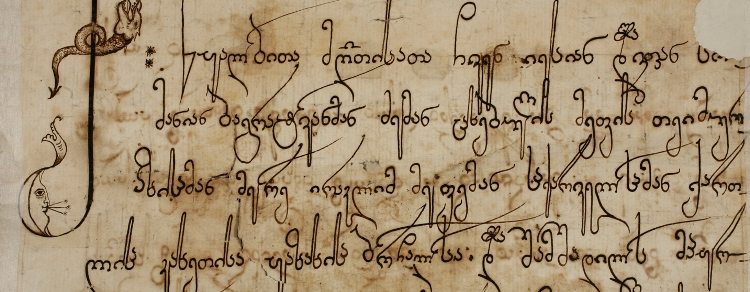
Caligrafía georgiana.

Caligrafía georgiana (en georgiano: ქართული კალიგრაფია kartuli k'aligrapia) es una forma de caligrafía o escritura artística de la lengua georgiana que se ha practicado en los tres alfabetos georgianos.
Existe una tradición de siglos en este arte y el cristianismo ha tenido un papel importante en la vida literaria georgiana, ya que los monjes y otros religiosos de la iglesia ortodoxa georgiana han dejado muchos manuscritos y registros históricos.

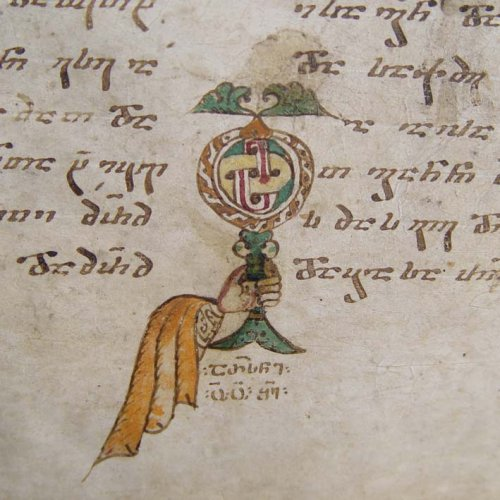
Manuscrito iluminado de los Evangelios que data del s. XI.

El 14 de abril de cada año se celebra en Georgia el Día del Idioma Georgiano, ocasión en la que se llevan a cabo concursos de caligrafía y se le entregan premios a los mejores calígrafos en el Centro Nacional Georgiano de Manuscritos.
Fuera de Georgia también existen lugares con muestras importantes de caligrafía georgiana en decoraciones o documentos, tales como el monasterio de Iviron en Grecia o el monasterio de la Cruz en Israel.